# Ritakoski (fors, lat 68,50, long 26,92)
Ritakoski är en fors i Finland.   Den ligger i landskapet Lappland, i den norra delen av landet, 900 km norr om huvudstaden Helsingfors. Ritakoski ligger 260 meter över havet.
Terrängen runt Ritakoski är kuperad åt nordost, men åt sydväst är den platt.  Trakten runt Ritakoski är nära nog obefolkad, med mindre än två invånare per kvadratkilometer. Det finns inga samhällen i närheten. 